# Achaeta affinis
Achaeta affinis är en ringmaskart som upptäcktes av Nielsen och Christensen år 1959. Achaeta affinis ingår i släktet Achaeta, och familjen småringmaskar. Arten är reproducerande i Sverige.